# Luciano Paolucci Bedini
Luciano Paolucci Bedini (Jesi, 30 agosto 1968) è un vescovo cattolico italiano, dal 29 settembre 2017 vescovo di Gubbio e dal 7 maggio 2022 vescovo di Città di Castello.

## Biografia
È nato a Jesi, sede vescovile in provincia di Ancona, il 30 agosto 1968.

### Formazione e ministero sacerdotale
Entrato nel 1989 nel Pontificio seminario regionale marchigiano "Pio XI" a Fano, nel 1995 ha conseguito il baccellierato in teologia. Successivamente, nel 1999 ha conseguito la licenza in teologia pastorale presso l'Università Pontificia Salesiana a Roma.
Il 24 settembre 1994 è stato ordinato diacono dall'arcivescovo Franco Festorazzi; il 30 settembre dell'anno successivo lo stesso arcivescovo lo ha ordinato presbitero, nella cattedrale di San Ciriaco ad Ancona, per l'arcidiocesi di Ancona-Osimo.
È stato direttore dell'Ufficio catechistico diocesano (1999-2011) e poi anche di quello regionale (2003-2010). Vicerettore del Pontificio seminario regionale "Pio XI" di Ancona dal 2004, nel 2010 ne è divenuto rettore.

### Ministero episcopale
Il 29 settembre 2017 papa Francesco lo ha nominato vescovo di Gubbio; è succeduto a Mario Ceccobelli, dimessosi per raggiunti limiti di età. Il 3 dicembre seguente ha ricevuto l'ordinazione episcopale, nella chiesa di San Domenico a Gubbio, dal cardinale Edoardo Menichelli, arcivescovo emerito di Ancona-Osimo, co-consacranti il cardinale Gualtiero Bassetti, arcivescovo di Perugia-Città della Pieve, e Mario Ceccobelli, suo predecessore a Gubbio. Durante la stessa celebrazione ha preso possesso canonico della diocesi.
Il 7 maggio 2022, avendo papa Francesco unito in persona episcopi la diocesi di Gubbio con la diocesi di Città di Castello, è stato nominato vescovo anche di quest'ultima sede; è succeduto a Domenico Cancian, dimessosi per raggiunti limiti di età. Il 18 giugno seguente ha preso possesso canonico della diocesi.

## Genealogia episcopale
La genealogia episcopale è:
- Cardinale Scipione Rebiba
- Cardinale Giulio Antonio Santori
- Cardinale Girolamo Bernerio, O.P.
- Arcivescovo Galeazzo Sanvitale
- Cardinale Ludovico Ludovisi
- Cardinale Luigi Caetani
- Cardinale Ulderico Carpegna
- Cardinale Paluzzo Paluzzi Altieri degli Albertoni
- Papa Benedetto XIII
- Papa Benedetto XIV
- Papa Clemente XIII
- Cardinale Enrico Benedetto Stuart
- Papa Leone XII
- Cardinale Chiarissimo Falconieri Mellini
- Cardinale Camillo Di Pietro
- Cardinale Mieczysław Halka Ledóchowski
- Cardinale Jan Maurycy Paweł Puzyna de Kosielsko
- Arcivescovo Józef Bilczewski
- Arcivescovo Bolesław Twardowski
- Arcivescovo Eugeniusz Baziak
- Papa Giovanni Paolo II
- Cardinale Achille Silvestrini
- Cardinale Edoardo Menichelli
- Vescovo Luciano Paolucci Bedini

## Opere
- Ti racconto Dio: i linguaggi per comunicare la fede, Milano, Edizioni Paoline, 2012, ISBN 978-88-315-4271-5.